# Fideuà

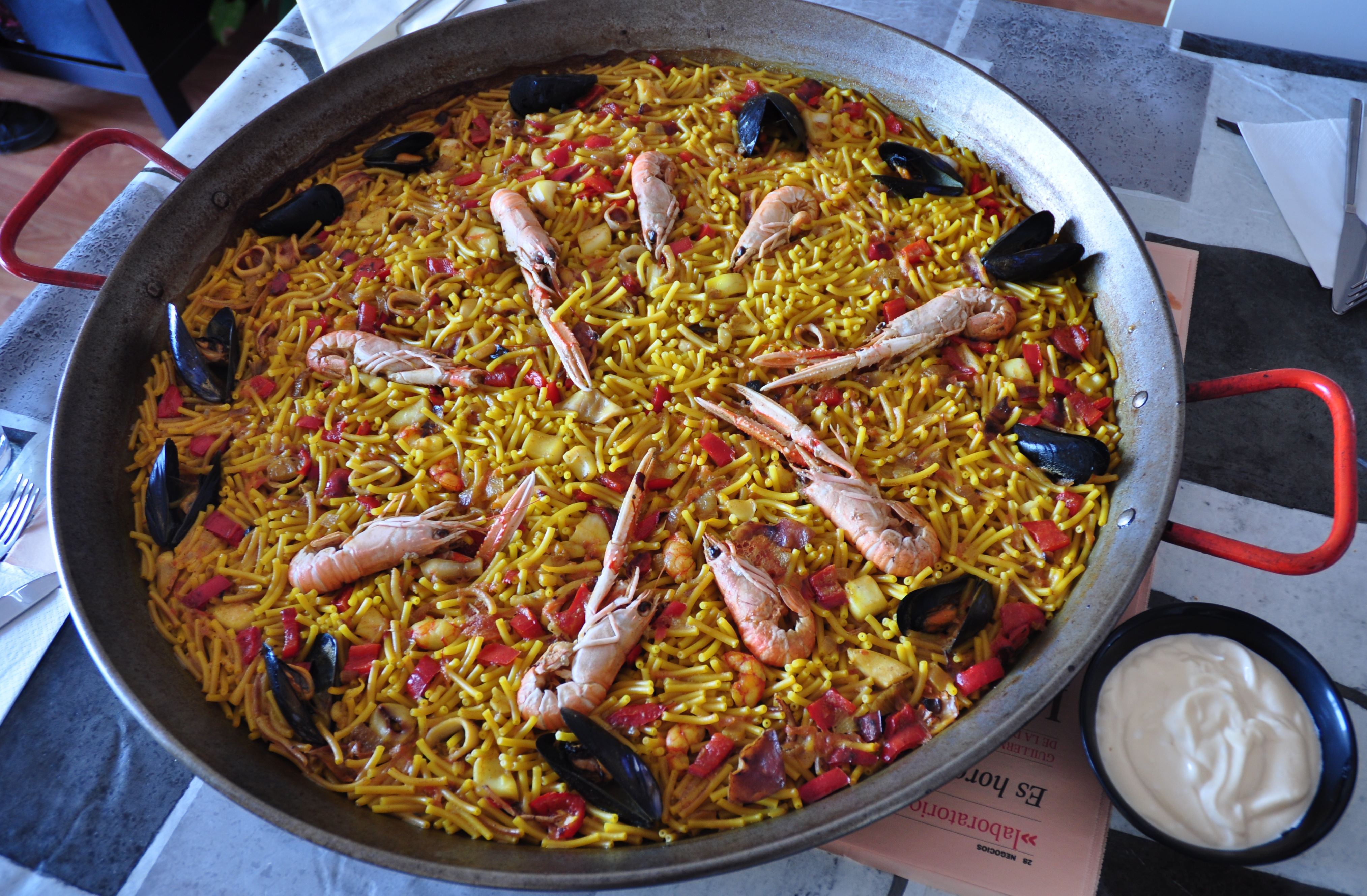
Fideuà

La fideuà (nome colloquiale) o fideuada in valenzano, o fideuá in spagnolo, è un piatto della cucina spagnola tipico della Comunità Valenzana. È originario della città di Gandia, in provincia di Valencia, ma è divenuto popolare in quasi tutta la costa valenzana e nella costa catalana meridionale.

## Preparazione
Si tratta di un piatto di pasta, brodo di pesce preparato con rana pescatrice o altro pesce di carne consistente e frutti di mare. Nella variante tradizionale si usano dei corti spaghetti, conosciuti come fideos in spagnolo o fideus in valenzano (somiglianti ai fedelini corti o ai capellini italiani). È simile alla paella, il cui ingrediente principale è però il riso.
Può essere guarnito con salsa aioli.

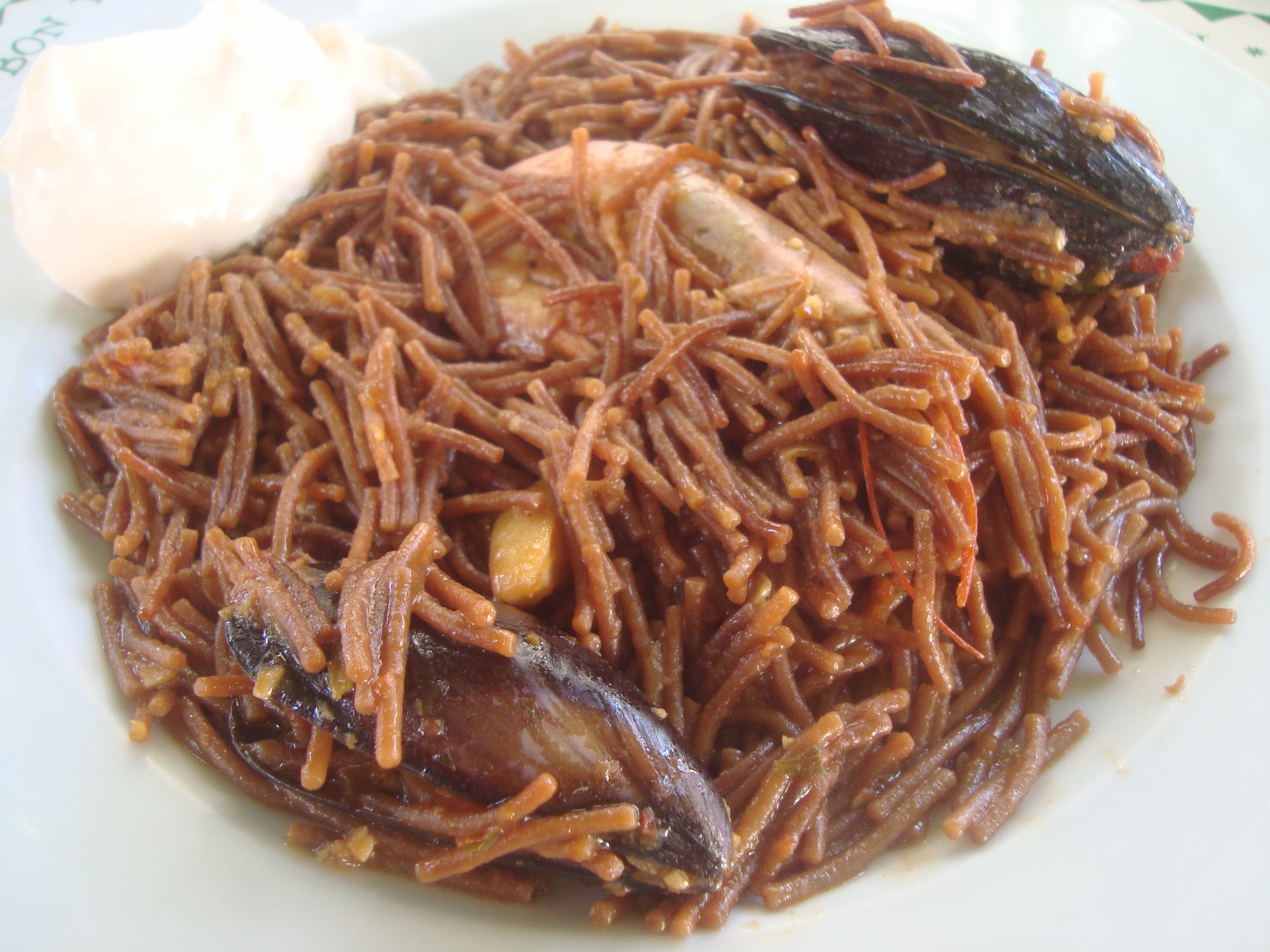
Fideuà.

## Origini
Secondo la tradizione popolare, il piatto sembra essere nato negli anni venti o trenta del XX secolo tra i pescatori di Gandia. In questa città si svolge dal 1974 una gara internazionale di preparazione della fideuà.

## Bibliografia

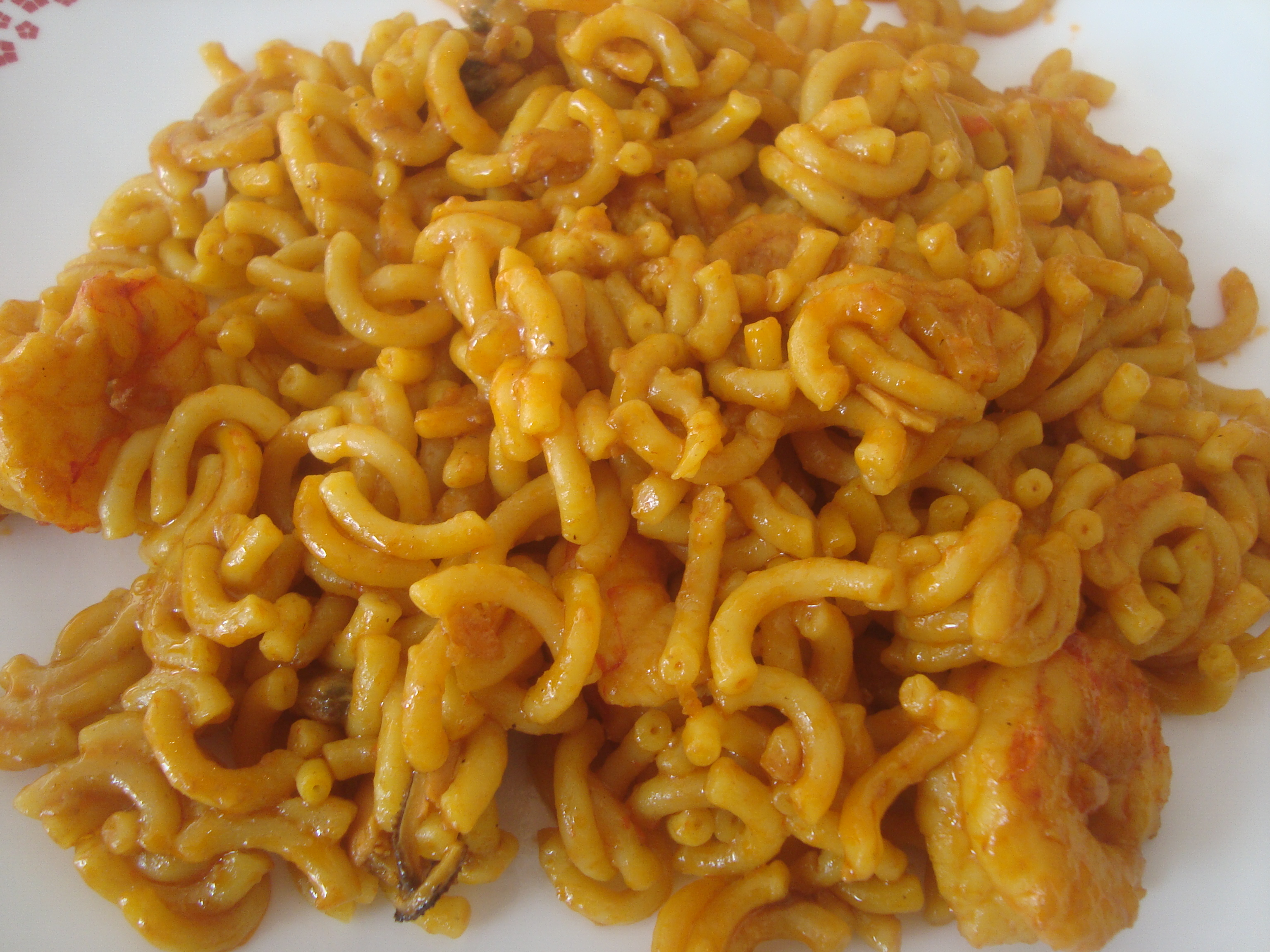
Fideuà con pasta di tipo gramigna.

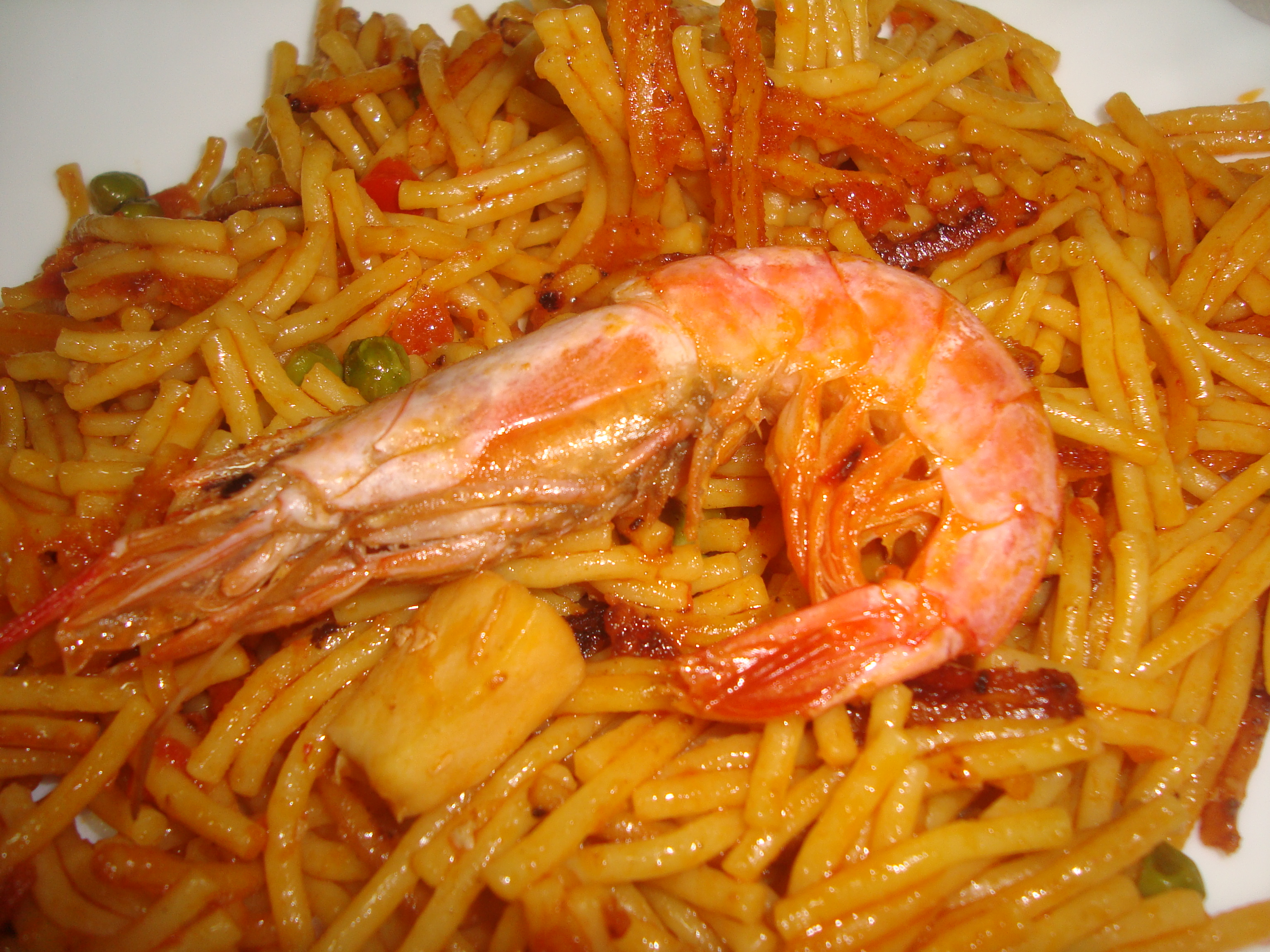
Piatto di fideuà